# Vazimba
Vazimba – według popularnej tradycji pierwsi mieszkańcy Madagaskaru, starożytni autochtoni, zaginieni przodkowie, których duchy opiekują się ziemią i nawiedzają źródła i skały. 

## Tradycja
Vazimba występują w wielu legendach malgaskich. Według popularnej tradycji Vazimba byli pierwszymi mieszkańcami Madagaskaru, nie byli ludem malgaskim, a najprawdopodobniej afrykańskim. Dowodem na to mają być tzw. groby Vazimba, które przetrwały na wyżynie, a do których nie przyznaje się żadna ze społeczności malgaskich. Badania archeologiczne nie dostarczyły dowodów na afrykańskie pochodzenie grobów. Groby są zaniedbane, zapadnięte i zarośnięte trawą – według lokalnych wierzeń, wejście na grób Vazimba, nawet nieświadome, może ściągnąć gniew przodków, którzy mogą ukarać intruza chorobą, a nawet niepłodnością. Groby Vazimba są miejscami kultu, gdzie składane są ofiary w intencji uzdrowienia i dobrobytu. Określenie Vazimba stosowane jest również dla wszystkich zmarłych bezpotomnie, dawnych ludów jak i władców. Vazimba mieli stawać się również zmarli tragicznie, których ciał nie odnaleziono. Według lokalnych wierzeń duchy Vazimba – duchy przodków – opiekują się ziemią i nawiedzają źródła i skały. Wiele strumieni i jezior jest z tego powodu otoczonych kultem.
Według innej teorii lud Vazimba przybył prawdopodobnie z Borneo pomiędzy 200 rokiem p.n.e. a 300 rokiem naszej ery. Vazimba przypłynęli pirogami i zasiedlili gęste lasy tropikalne w głębi lądu, jednak do XV wieku na ich tereny wkroczył lud Hova, wypierając ich.

## Historia
Chociaż nazwa Vazimba sugerowałaby afrykańskie pochodzenie, to język Vazimba był malgaski i przyjmuje się, że Vazimba byli pierwszymi osadnikami przybyłymi na wyspę z Indonezji, którzy wymieszali się z ludnością pochodzenia afrykańskiego. Potomkowie Vazimba przetrwali w zachodniej części wyspy.   
Lud Merina miał dzielić własną historię na trzy okresy: fony vazimba ny tany – okres panowania Vazimby, fanjakana hova – okres rządów Hova i królestwo Meriny. Mianem Vazimby określani byli autochtoni zamieszkujący tereny królestwa Meriny – zwanej Imerina. Według jednych tekstów, lud Vazimba zamieszkiwał lasy, trudniąc się łowiectwem i zbieractwem, według innych, Vazimba byli rybakami, pasterzami i rolnikami uprawiającymi jam. Hova, którzy w XIV wieku zaczęli zajmować wyżyny centralne, mieszali się z ludem Vazimba poprzez małżeństwa, ale też wypierali ich siłą z tych terenów. Vazimba nie byli ani dobrze zorganizowani – nie mieli przywódców, ani nie dysponowali bronią z żelaza.